# Revivalismo da música antiga

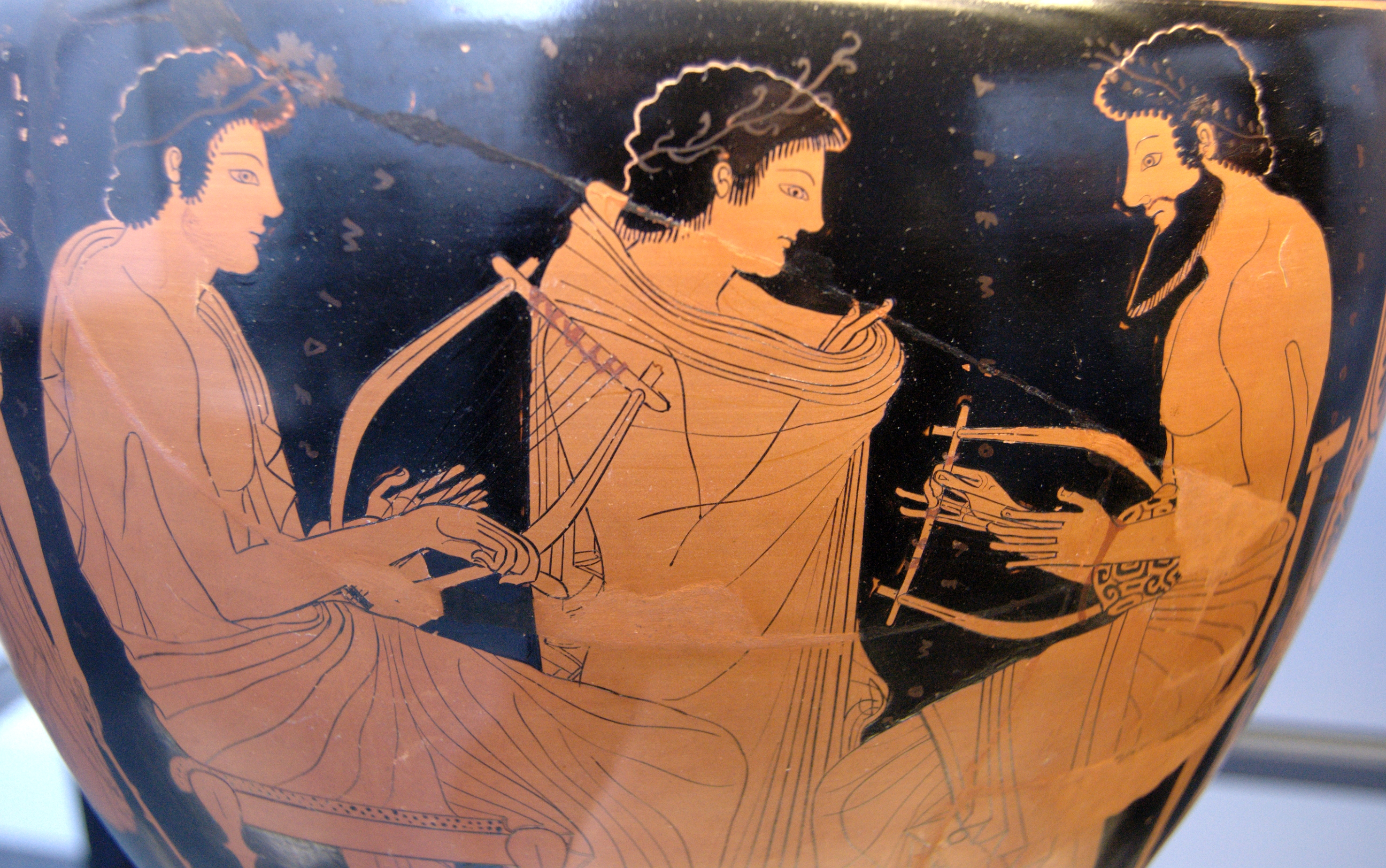
Lição de música com liras. Cerâmica grega do século VI a.C.

Revivalismo da música antiga é um campo de pesquisa musicológica e um florescente movimento de prática musical que diz respeito à interpretação contemporânea de peças de música antiga do Ocidente, objetivando obter um resultado sonoro não apenas autêntico em termos históricos, em conformidade com as intenções do compositor e com a tradição prática original, mas também convincente para o público de hoje. A faixa cronológica abrangida pela música dita "antiga" varia conforme o autor. Geralmente é contemplada a música produzida até o início do Classicismo, mas de uma maneira geral o conceito de revivalismo se aplica a toda música cuja tradição interpretativa foi em algum momento interrompida e perdeu-se no todo ou em parte, e precisa ser reconstruída a partir de hipóteses e de informação fragmentária ou indireta.

## Delimitação do campo

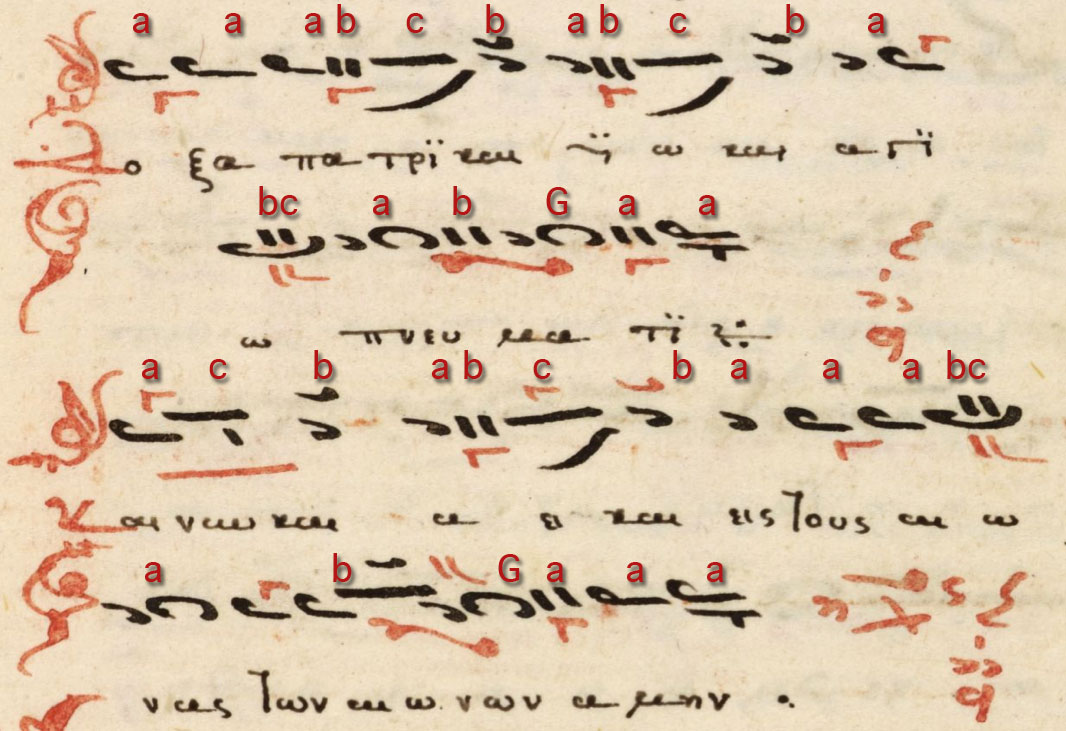
Trecho de música bizantina com notação neumática

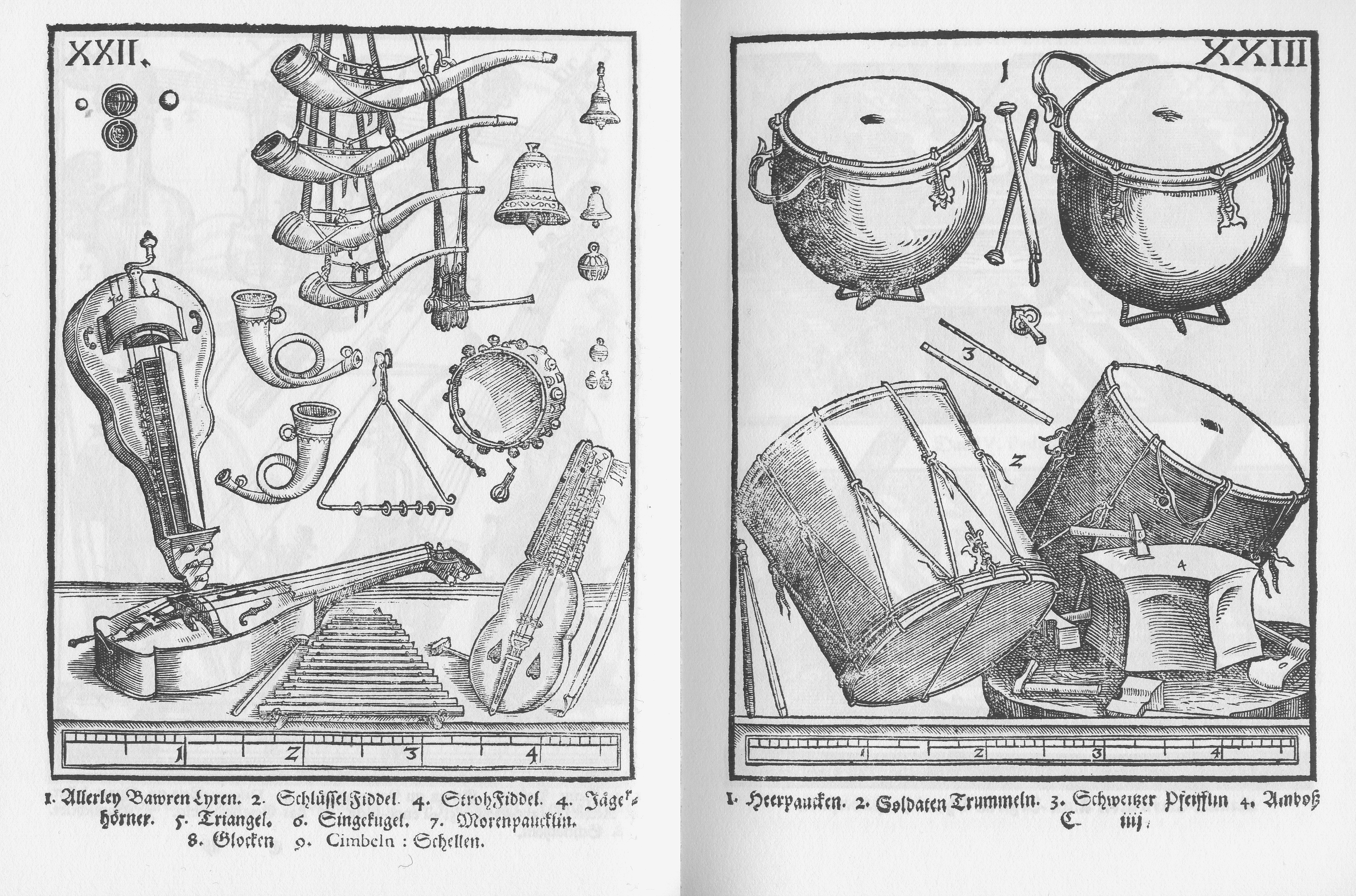
Duas gravuras do tratado Syntagma Musicum de Michael Praetorius ilustrando instrumental dos séculos XVI e XVII

O movimento de reconstrução historicamente informada de música cuja tradição interpretativa se perdeu tem se revelado um campo altamente polêmico desde seu início. Há várias razões para as divergências de opinião. Por mais bem documentado literária ou iconograficamente que um determinado acervo musical possa ser, quando ele não tem registros sonoros que sirvam de termo comparativo ou uma tradição de prática ininterrupta, a interpretação das evidências indiretas que restam em geral é controversa e sempre conserva um elemento de incerteza. Mesmo quando a tradição existe, ela pode ter se modificado sutil e gradativamente ao longo do tempo, resultando em diferenças significativas no longo prazo. A partitura nunca diz tudo o que é necessário saber para tornar uma execução aceitável, dependendo de uma série de convenções não escritas que no tempo de sua criação eram de domínio público, mas cujos princípios depois foram ultrapassados e esquecidos em virtude da renovação incessante do gosto musical. Os próprios instrumentos se modificaram com o passar dos séculos, assim como os sistemas de afinação e notação musical. As fontes de informação podem ser escassas e contraditórias, e música de tempos muito remotos em geral carece de quase toda base informativa. Ao mesmo tempo, relatos literários podem descrever em detalhe como se devia executar uma peça, sobrevivendo, de fato, vários tratados e tutoriais antigos sobre composição e sobre técnicas de execução instrumental, vocal e regência, mas os termos técnicos mudaram de significado e as apreciações estéticas via de regra são imprecisas ou subjetivas demais para fornecer uma base firme para a reconstrução.
Além disso, a correção, eficiência e plausibilidade de uma performance musical e sua capacidade de persuasão do ouvinte dependem de uma larga variedade de fatores, muitos deles altamente subjetivos ou fortemente influenciados pelo contexto cultural, político e social de cada época. A transformação incessante do contexto da cultura, se por um lado torna impossível desvendar com precisão como era entendida e interpretada a música do passado, por outro lado foi um dos fatores que levaram à sua recuperação, aproveitando a mudança na sensibilidade e no entendimento do público que se operou principalmente a partir de meados do século XX, capacitando-o a apreciar intelectual e esteticamente música que havia saído do repertório padrão há séculos e que por muito tempo permaneceu considerada primitiva, diferente ou estranha demais para interessar e satisfazer as plateias contemporâneas.

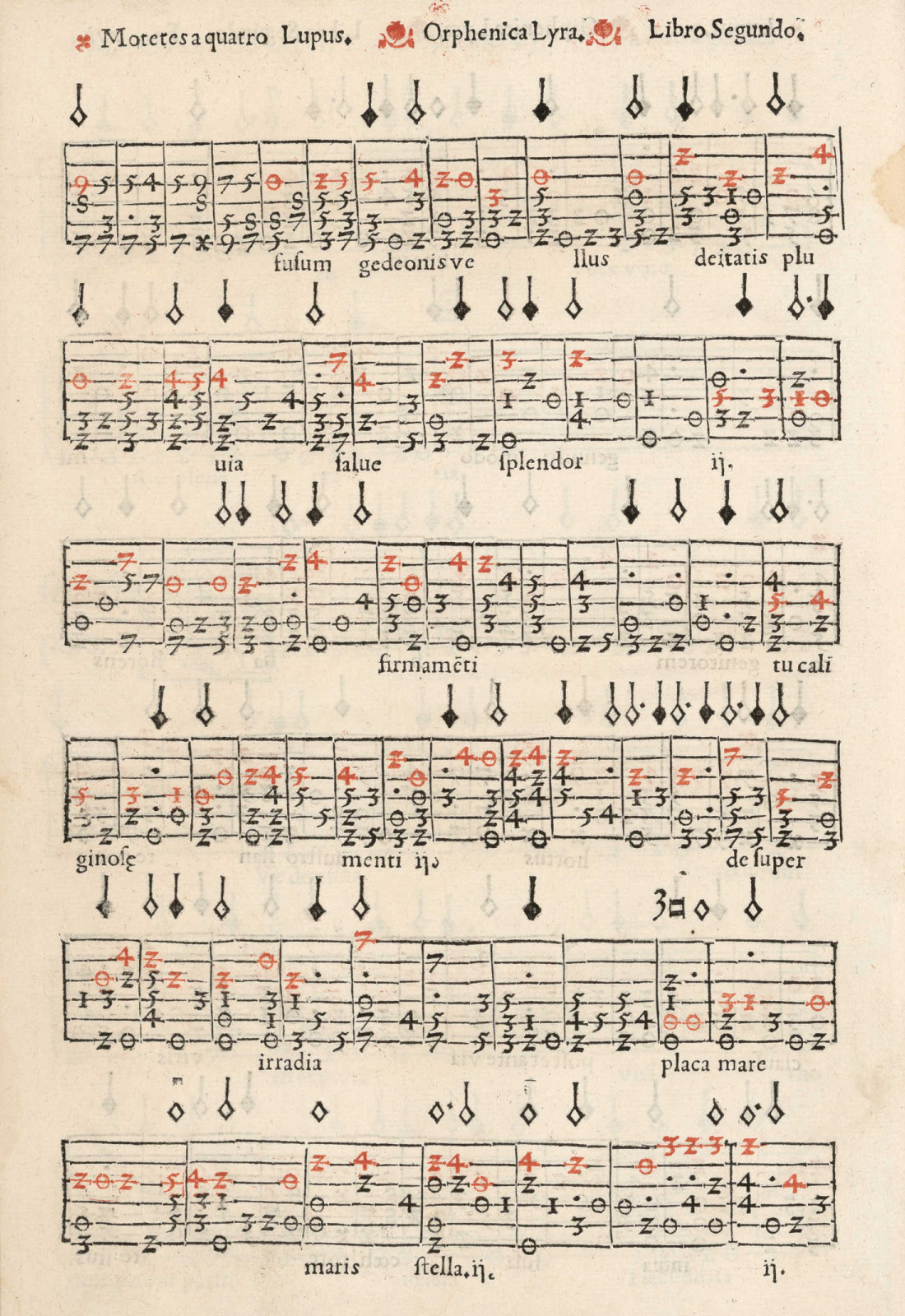
Exemplo de notação em tablatura para vihuela do tratado Orphenica Lyra de Miguel de Fuenllana (1554). A partitura oferece uma indicação muito esquemática da composição, e muito permanece a cargo do intérprete

Complica a situação a existência de uma variedade de possibilidades interpretativas aceitáveis para uma mesma peça musical, como foi bem documentado em fontes literárias, e para muitos tipos de música nunca houve critérios rígidos de interpretação, sabendo-se que dava-se grande liberdade para os executantes em vários aspectos, incluindo a escolha do instrumental, a invenção de partes adicionais ad hoc, o acréscimo de ornamentação e outros, uma liberdade que para um músico ou um ouvinte acostumado com o repertório e as práticas românticas, pós-românticas e modernas seria inadmissível. Muitos tipos de música antiga jamais foram registrados em partitura de modo integral, sendo anotadas apenas as linhas principais e sendo dadas indicações apenas esquemáticas para as partes e elementos não anotados serem suplementados ao critério do executante. A problematização do revivalismo da música antiga também passa pela irresolvida polêmica que cerca o conceito de autenticidade em sua própria definição e em seu uso como um critério de valor. Como refere o musicólogo e historiador Harry Haskell, 
"Autenticidade é um conceito significativo e um critério legítimo para avaliar uma performance? O revivalismo musical é um sintoma de decadência cultural, como dizem alguns, ou é simplesmente uma outra manifestação do anseio por raízes de nosso mundo desenraizado? A mania pela música antiga de hoje reflete um interesse genuíno na música em si, ou é meramente um fascínio por instrumentos desconhecidos e sonoridades não familiares? O conceito de 'repertório padrão' foi ultrapassado? O que tudo isso pode nos dizer a respeito do estado atual de nossa cultura musical?"
As variáveis e incertezas são tantas que para muitos críticos a tentativa de reviver a música antiga não pode pretender passar do nível do experimento e da conjetura. Apesar disso, e de todas as correntes discordantes, o movimento revivalista de um modo geral se revelou um sucesso de público, tornando-se uma das áreas mais ativas em todo o campo da música erudita, e tem gerado copiosa bibliografia especializada, demonstrando que as hipóteses interpretativas se mostraram convincentes o bastante para reintroduzir e firmar no repertório contemporâneo um vasto acervo musical que permanecera esquecido nos arquivos e bibliotecas por muito tempo.

## História

### Século XIX
Cada época, e se poderia dizer também, cada país ou região, estabeleceu seu próprio sistema musical, tornando o problema da reconstrução da música europeia muito complexo devido à grande variedade de tradições. A Europa só desenvolveu um sistema musical que se pode chamar de unificado na passagem do século XVIII para o XIX, quando se firmou o sistema tonal de afinação temperada igualmente, a notação musical e o instrumental assumiram sua feição moderna, a partitura começou a ser anotada com um elevado nível de precisão em todas as partes, e as práticas de ensino e execução foram normatizadas e homogeneizadas em larga escala, principalmente através da influência das academias e conservatórios musicais. Então, no século XIX emergiu e se consolidou uma linguagem musical pancontinental, cuja tradição se perpetua até hoje sem interrupção. Praticamente todas as outras tradições mais antigas foram ultrapassadas e esquecidas mais ou menos completamente ao longo desse processo. Com o advento da gravação fonográfica, o sistema europeu moderno encontrou um outro elemento poderoso para conquistar uma hegemonia em todo o Ocidente.
Neste mesmo período a homogeneização da linguagem, o estilo frequentemente barulhento e bombástico da música romântica e a limitação do repertório padrão já começavam a se tornar desconfortáveis para alguns estudiosos, parte do público e músicos práticos. Ao mesmo tempo, o movimento romântico entre outras coisas desencadeou um renascimento do interesse pelos folclores regionais e pela música medieval, sendo redescobertas e editadas diversas obras de tempos antigos. Contudo, para o público em geral, e mesmo para a maioria dos estudiosos da época, essa música esquecida só guardava um interesse histórico. Escrita para sistemas de afinação diferentes, instrumentos diferentes, sistemas compositivos diferentes e para uma sociedade e cultura diferentes, onde os critérios estéticos eram outros, e dependendo para sua realização de convenções não escritas cuja memória se perdera, ela era considerada aberrante, estranha e mesmo primitiva, numa época em que ainda se acreditava que a evolução da música ao longo do tempo havia sido um progresso contínuo sempre em direção a um estado melhor e mais depurado. Nesse contexto, para tornar essas peças redescobertas palatáveis para o público oitocentista, invariavelmente elas passavam por arranjos e adaptações, muitas vezes radicais, que as descaracterizavam profundamente, revestindo-as de um pesado manto romântico, e a descaracterização aumentava no ato de execução prática, sendo conduzidas de acordo com os preceitos próprios da música romântica. É um bom exemplo da visão da época o que aconteceu por ocasião da redescoberta da Missa de Notre Dame, de Guillaume de Machaut: Raphael Georg Kiesewetter considerava impossível que música como aquela fosse novamente apreciada a não ser como sintoma de pedantismo, e mesmo seu editor, François-Louis Perne, assim se referiu a ela:

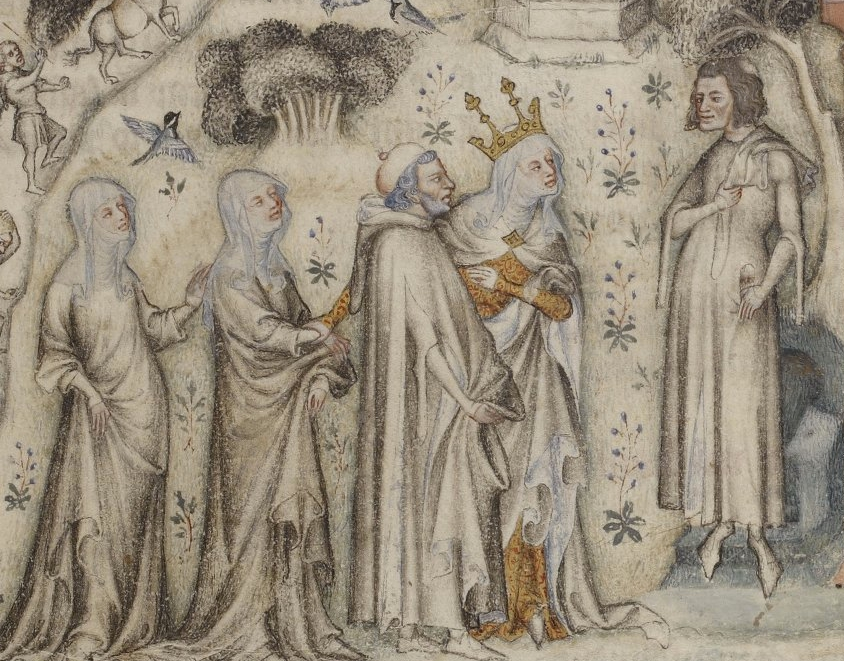
Guillaume de Machaut em uma miniatura francesa do século XIV, numa cena alegórica na qual a Natureza lhe oferece três de seus filhos: o Senso (Razão), a Retórica e a Música. A imagem é um claro documento do grande prestígio que o compositor granjeara em seu tempo

"Não há como negar que a harmonia de sua missa não tem nenhum atrativo para um ouvido refinado. Seu efeito é duro e selvagem, a cada passo o som é traído por falsas relações, por quintas e oitavas paralelas que se sucedem aos saltos. Os fundamentos dessa harmonia são compostos nada mais nada menos do que por quartas, quintas e oitavas. Raramente aparece uma terça ou uma sexta para suavizar a dureza que resulta desse arranjo bizarro. Devemos acrescentar que o ritmo desta composição não é mais digno de nota do que sua harmonia. Assim os modernos devem julgar essas peças como monstruosidades. Mas deve-nos surpreender a grandeza do gênio exigido para compor uma missa inteira em quatro partes sem empregar nada além de quintas, quartas e oitavas, e formar em cada voz uma melodia similar ao cantochão principal".
Contudo, o interesse por músicas do passado se expandia, e geralmente é tido como o principal marco inicial do movimento revivalista a execução da Paixão segundo São Mateus de Bach em 1829, com um arranjo romantizado e com um terço da obra suprimido, conduzida por Mendelssohn em Berlim, que foi um grande sucesso, sendo reprisada duas vezes devido à demanda do público, que lotou a sala de concerto todas as vezes, e gerou considerável impacto crítico internacional. O sucesso desencadeou reprises em diversas cidades alemãs até a década de 1840, quando a composição já se instalara novamente no cânone. Mendelssohn não havia sido exatamente um pioneiro. Ele próprio dependera essencialmente do incentivo de Carl Zelter, grande advogado da obra de Bach, e tentativas de recuperar peças isoladas de épocas pregressas haviam sido feitas várias vezes antes deles desde o início do século XVIII. Na Inglaterra esteve em atividade por vários anos a Academy of Ancient Music fundada por John Pepusch, recuperando com êxito algumas peças de Palestrina, Purcell, Byrd, Morley e outros. Outras sociedades musicais inglesas trabalharam na mesma direção, e na Áustria o barão Gottfried van Swieten organizou no fim do século uma série regular de audições privadas de obras de Bach e Haendel, entre outros, mas sempre arranjadas.

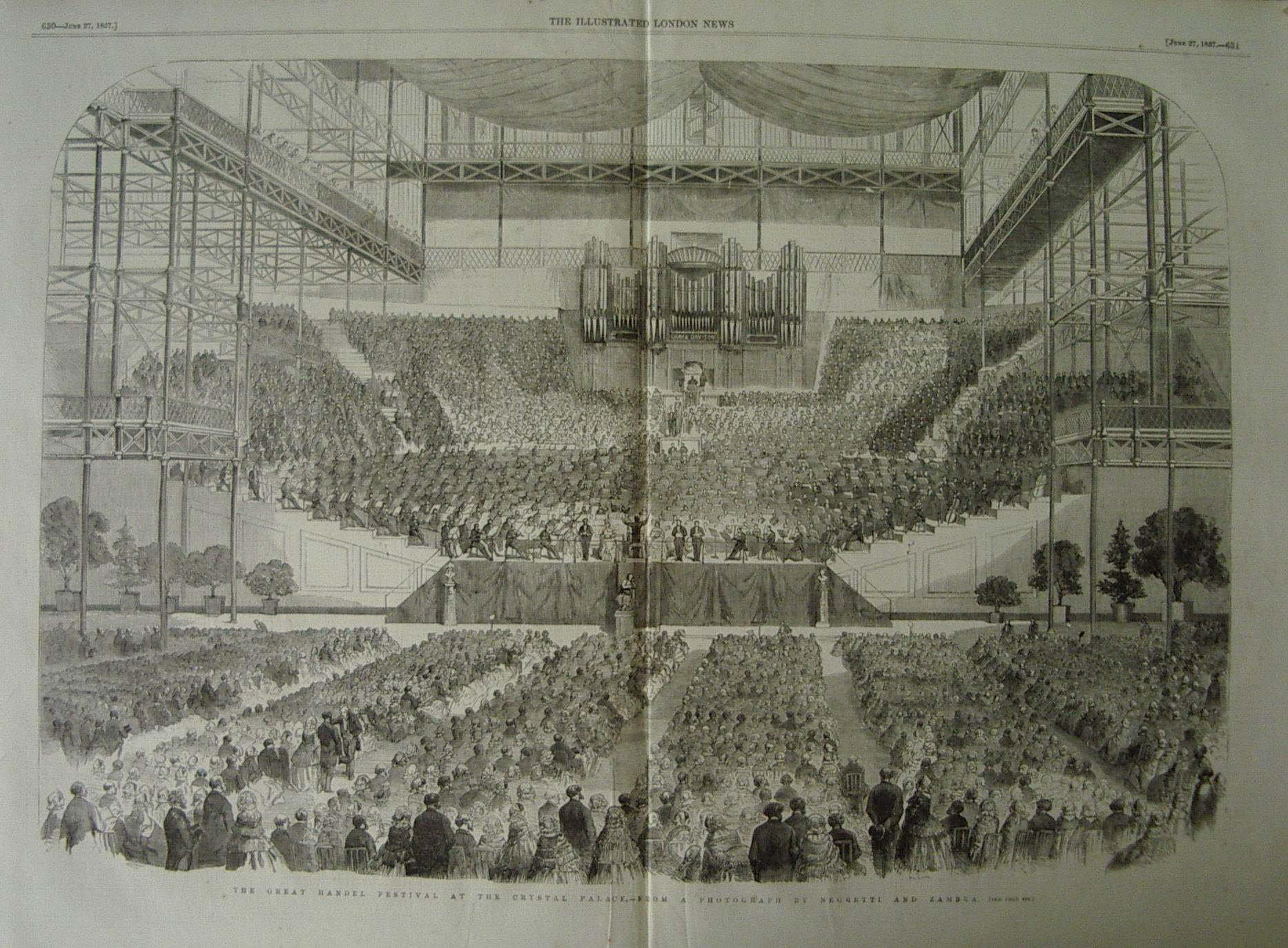
Gravura mostrando o Festival Haendel no Crystal Palace, Londres, 1857

No tempo de Mendelssohn eram muito poucos os artistas pré-clássicos que ainda tinham peças no repertório: Bach, com alguns motetos e corais, que sobreviviam usados no culto luterano, e sobretudo com seu Cravo Bem Temperado, que era mais apreciado como manual didático de contraponto do que como modelo estético; alguns coros, hinos e oratórios de Haendel, especialmente O Messias e principalmente na Inglaterra; várias peças de Palestrina, ainda visto como o maior mestre da música sacra vocal a capella, e poucos outros casos isolados. A ressurreição de Bach foi um dos principais propulsores do revivalismo germânico ao longo da primeira metade do século XIX, e atrás dele vários outros mestres pré-clássicos começaram a ser olhados como renovado interesse. Pouco depois da reestreia da Paixão, Alexandre Choron fundou uma escola de música em Paris, onde manteve uma série regular de récitas de música barroca e renascentista, redescobrindo obras de Janequin, Marenzio, Marcello, Monteverdi e outros, sendo um importante proponente do revivalismo na França, e sendo sucedido por vários outros núcleos de atividade, como os concertos promovidos pela Société de Musique Vocale Classique na França e por François-Joseph Fétis na Bélgica. Na década de 1840 o canto gregoriano em sua feição original começou a ser resgatado pelos monges da Abadia de Solesmes, sob a liderança de Dom Prosper Guéranger, despindo-o do acompanhamento instrumental, da harmonização e do ritmo fixo que haviam se tornado habituais em sua execução. Segundo Haskell, 
"Não demorou muito para que concertos 'históricos' se tornassem uma moda em todas as capitais da Europa. Mesmo parecendo hoje improvável, as audiências pagavam um bom dinheiro para ouvir renomados cantores e instrumentistas darem recitais longos e didáticos, frequentemente acompanhados por extensos comentários, que pareceriam mais adequados para uma sala de conferências universitária do que para uma sala de concertos. [...] Ironicamente, a despeito das louváveis intenções, os concertos históricos reforçaram os mesmos preconceitos que deviam combater. Seu formato esquematizado, evocando imagens de uma evolução darwinista das formas e técnicas musicais, se acomodaram rapidamente ao conceito — que já começava a se tornar ultrapassado — do progresso artístico. Não ajudava em nada que os mestres geralmente tratassem o repertório pré-clássico como um simples aperitivo exótico para o banquete principal de música clássica e romântica".
De qualquer forma, na segunda metade do século XIX começou a ser compreendido em maior escala que a história da música não havia sido um "progresso" contínuo, mas que cada época e cada escola haviam desenvolvido critérios de composição e execução válidos em si e tinham méritos únicos, que deviam ser estudados e recuperados em nome de uma correta compreensão da história e da estética de cada cultura, e que não cabia aos românticos "melhorar" uma música que nunca havia sido, de fato, "ruim" ou "primitiva", e que era apenas diferente do modelo romântico hegemônico. Um crescente interesse pela etnologia, estudando culturas tradicionais e suas práticas musicais, e a grande proliferação de sociedades musicais amadoras, principalmente devotadas à música sacra vocal e ao folclore, deram considerável força para o movimento revivalista, mas muito ainda haveria de ser feito, pois os preconceitos expressos por Perne a respeito da Missa de Notre Dame ainda eram comuns no fim do século mesmo entre os estudiosos do assunto, que trabalhavam sobre ele interessados primariamente nos aspectos históricos mas desprezavam os estéticos, e que tinham pouca familiaridade com as fontes originais, ainda largamente desconhecidas, esquecidas em arquivos e outras coleções documentais, baseando-se em geral em fontes tardias incompletas ou pouco fiéis.

### Século XX

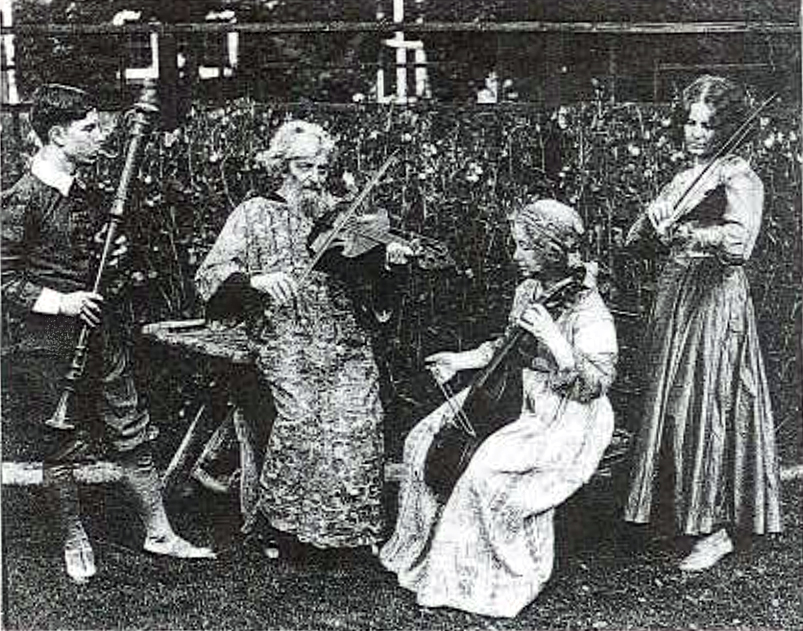
Arnold Dolmetsch e sua família dando um recital

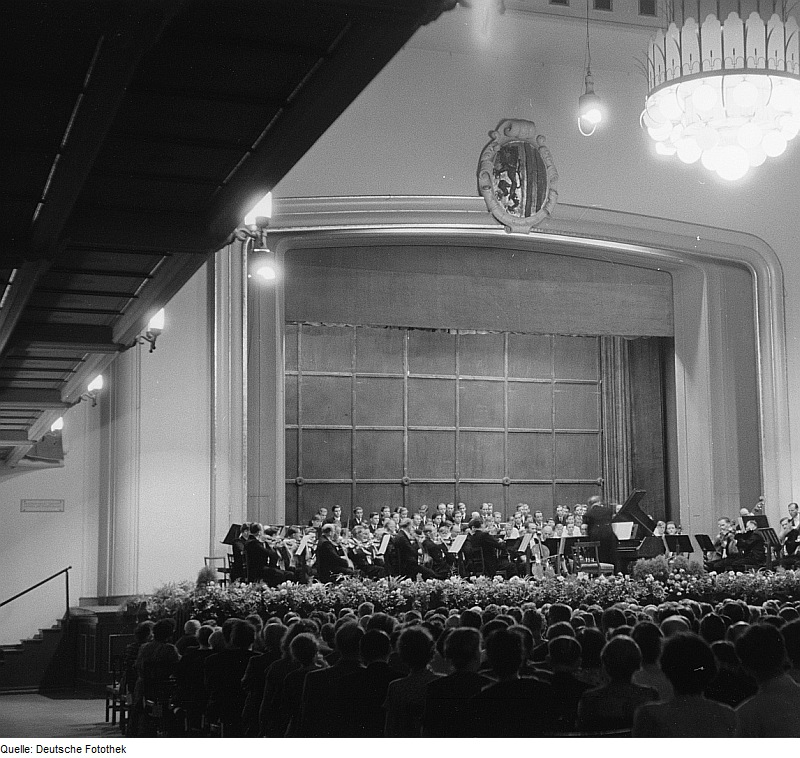
Festival Bach em Leipzig em 1953

Um outro marco importante foi lançado na Inglaterra pelo francês Arnold Dolmetsch na passagem do século XIX para o XX. Era um habilidoso restaurador de instrumentos antigos e pela prática adquirida se tornou um importante fabricante de réplicas, que ganharam um grande mercado em poucos anos. Ao mesmo tempo, promovia palestras e concertos de autores antigos, que se tornaram uma febre na sociedade musical e artística londrina e entre a elite ilustrada. Atuou por alguns anos nos Estados Unidos, deixou trabalhos de musicologia e em suas pesquisas ele deu uma grande atenção às fontes originais e à autenticidade, estabelecendo um novo parâmetro para os estudos especializados, para a prática e para o ensino. A ele também se credita a redescoberta da música inglesa para violas. Pouco depois, um trabalho comparável ao de Dolmetsch foi realizado no campo da música vocal por Richard Terry, Edmund Fellowes e seus colaboradores, desencadeando uma intensa mania pela música vocal elisabetana no início do século XX.
A onda revivalista, que vinha num crescendo, sofreu um sério choque com a eclosão da II Guerra Mundial, e neste período os trabalhos mais importantes foram quase totalmente paralisados, na verdade afetando negativamente a vida musical europeia como um todo. Após o fim do conflito, em poucos anos entrou em cena uma nova geração de musicólogos com uma outra mentalidade, para quem a metodologia e os critérios da geração anterior pareceram falhos e insuficientes, e os resultados de suas pesquisas, pouco aproveitáveis. Os critérios de pesquisa histórica sofreram uma profunda reestruturação, as fontes originais assumiram definitivamente a primazia, novas metodologias de análise foram introduzidas, incluindo grandes avanços na paleografia, no entendimento do significado dos antigos termos técnicos, na construção de réplicas de instrumentos, foram resgatados muitos acervos de partituras antigas e tratados teóricos antes desconhecidos, e todo o campo do pensamento musical se modificou. Essa grande mudança de paradigmas deu um impulso inaudito ao revivalismo e teve o efeito de praticamente fundar pela segunda vez o movimento, em parte justificando a opinião de muitos críticos de que ele iniciou de fato entre as décadas de 1950 e 1960. O próprio público parecia bem mais receptivo aos "exotismos" da música antiga do que antes. Segundo Nicholas Kenyon, editor da revista Early Music,
"O público adorava os sons novos de instrumentos antigos: eles refletiam o temperamento da época. O vigor do movimento de música antiga se encaixava perfeitamente com o ethos revolucionário do final dos anos 1960 e 1970, o questionamento do establishment e a reinvenção da tradição. A controvérsia sobre o que era um desempenho 'certo' ou 'errado' ajudou a atrair o público. Os discos que anunciavam 'a primeira gravação na versão original' eram o sonho dos departamentos de marketing. Pode-se argumentar que isso foi exagerado — havia a implicação de que poderia haver uma maneira 'certa' de se apresentar uma peça, e que voltar ao imaginado 'original' era algo que apenas os músicos da 'música antiga' poderiam alcançar".
Nesta nova fase Londres foi um dos principais centros de atividade, onde estavam atuando artistas e musicólogos como David Munrow, Thurston Dart, Christopher Hogwood, Alfred Deller, Michael Morrow e outros, apoiados pela Rádio BBC, que passou a dar grande espaço em sua programação para palestras e recitais, ampliando enormemente o público interessado. Na mesma época Isolde Ahlgrimm, Gustav Leonhardt, Sigiswald Kuijken, Jaap Schröder, Nikolaus Harnoncourt e outros atuavam no continente, e também exerceriam uma influência fundamental em todo o campo do revivalismo. Ainda merece nota a atuação da rádio estatal Westdeutscher Rundfunk de Colônia, na Alemanha, que sob a liderança de Alfred Krings patrocinou a fundação de orquestras, lançamento de extensa discografia e produção de programação radiofônica, e assim como a BBC, exerceu uma enorme influência neste campo entre os anos 1950 e 1970.

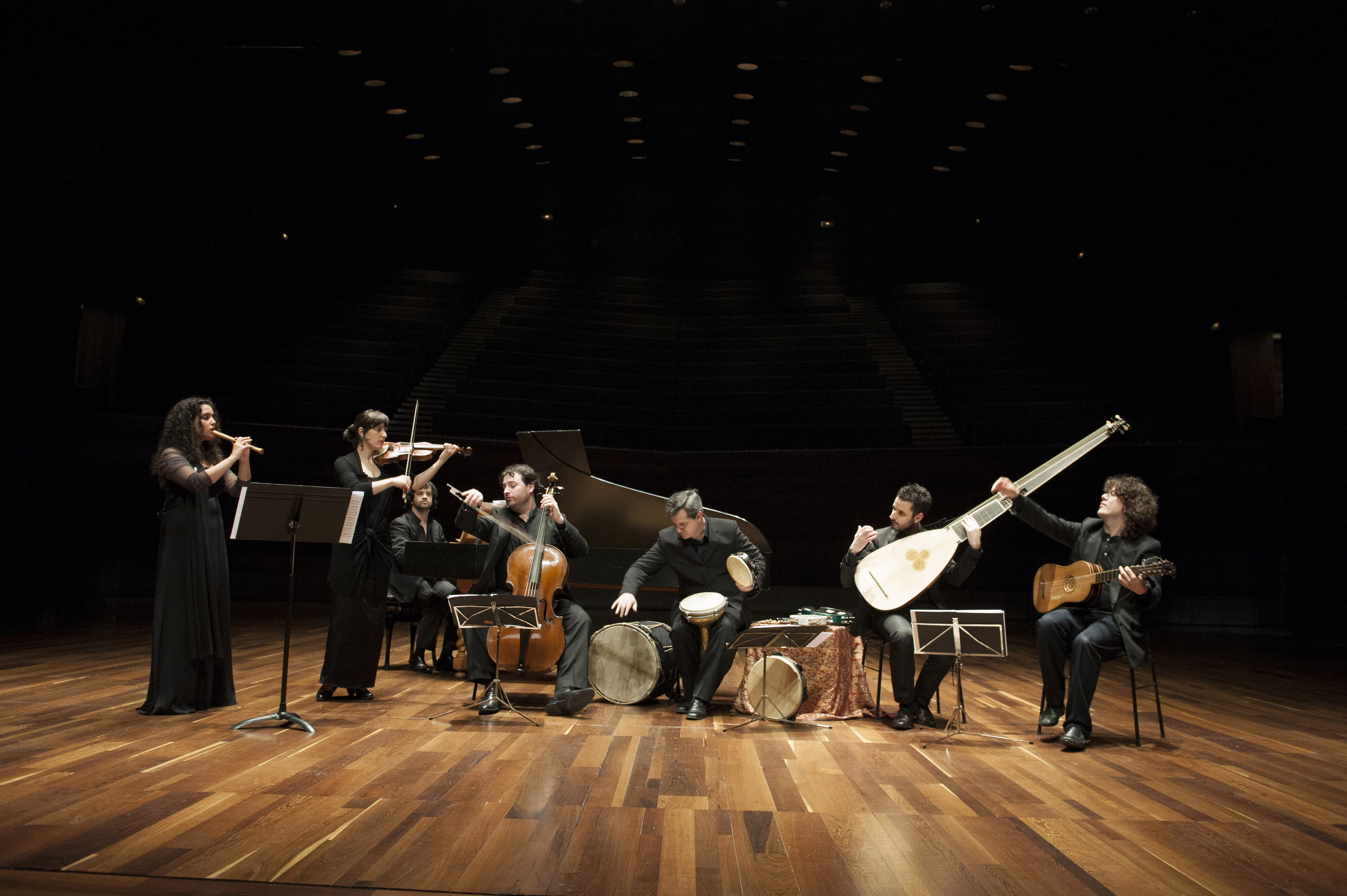
Concerto do conjunto La Ritirata em 2013

Na década de 1970 o mercado da música antiga "historicamente informada" experimentava um crescimento exponencial. Segundo Kailan Rubinoff, "mesmo que a resposta inicial tenha sido um tanto fria, no final do século XX os críticos musicais, os musicólogos e as audiências já havia tomado como certo que as obras de Bach, Beethoven, Haydn e Mozart — e talvez também as de Berlioz, Brahms e outros — preferencialmente deveriam ser executadas nos instrumentos para os quais os compositores as haviam concebido. Em 2003 Colin Lawson podia dizer que 'instrumentos originais são rotineiramente encontrados nas salas de concerto de São Francisco a Budapeste, e de Toronto ao Rio de Janeiro; de fato, eles se tornaram virtualmente obrigatórios em substanciais áreas do repertório orquestral'."
A música antiga se tornara uma novidade excitante, despertando paixões e também controvérsia. Seus devotos muitas vezes assumiram posições radicais, sendo acusados de pedantes, dogmáticos, messiânicos, passadistas, fetichistas, puritanos e outros epítetos do gênero. O violinista Nigel Kennedy, por exemplo, denunciando as performances de época de Bach, disse: "Até a descrição de si mesmo como sendo 'autêntico' é incrivelmente arrogante — e, no caso da chamada performance de 'época', equivocada". Outros acusaram os revivalistas de inventarem regras absurdas, de serem hipócritas e meros mercadores de sonhos impossíveis, explorando oportunisticamente a credulidade do público e o senso de novidade que a música antiga gerou com interesses puramente econômicos e como uma estratégia de competição em um mercado musical saturado por "divas" românticas e pelo repertório "canônico". Outros ataques vieram de dentro do movimento. O maestro e estudioso norte-americano Richard Taruskin, talvez o mais controverso dos críticos internos, argumentou que o que era entendido como a recriação autêntica do passado era, na verdade, a criação de um vigoroso estilo moderno de performance. Ele deu uma contribuição importante, mas não foi o único, para abalar a ideia, então bastante enraizada, de que a interpretação de uma peça antiga podia ser a ressurreição fiel de um evento passado, mas devia ser encarada como uma "interpretação", necessariamente conjetural, de um passado que jamais poderia ser reconstruído de maneira inteiramente fiel. Para vários estudiosos, segundo Kate Bowan, a prática da música antiga "é uma mistura complexa e difícil do velho e do novo, é um jogo da sensibilidade criativa contemporânea sobre o passado", e acrescenta: "A despeito da expressividade da música, a questão do afeto — a emoção e expressão — na música histórica tem sido desafiadora e complicada, e tem inevitavelmente refletido o tempo presente". Na opinião do cantor e historiador Nick Wilson, a prática revivalista tem sempre se confrontado com o dilema básico de como fazer justiça para o valor e significado inerentes da música antiga e ao mesmo tempo torná-la "nova", ou seja, relevante para o nosso tempo, tendo em mente as demandas da música erudita contemporânea e suas audiências.
Para Carol Lieberman e Kate Bowan, o crescimento deste campo se deve em parte à dificuldade do público em geral de acompanhar a música erudita de vanguarda, com seu caráter altamente experimental, suas sonoridades desafiadoras e seus fundamentos intelectualizados e herméticos. Ao mesmo tempo, muitos músicos vanguardistas perderam o interesse em tornar sua obra acessível para o ouvinte não instruído especificamente neste domínio, a ponto de em 1958 suscitar o protesto do maestro e compositor Milton Babbitt, acusando-os de terem se tornado os "direitistas" da indústria do entretenimento. Nikolaus Harnoncourt fez queixas semelhantes em 1982, dizendo que "a música de hoje não satisfaz nem os músicos nem o público. A fim de preencher o vácuo, nós nos voltamos para a música do passado". Na mesma época, Laurence Dreyfus escrevia que "a música antiga emergiu junto com o atonalismo, que produziu a mais profunda crise na cultura musical europeia, e que foi rejeitado pelo público de classe média". Para este público, segundo o autor, a música antiga "restaurou o equilíbrio reprimindo um presente assustador e montando uma grande restauração de um passado glorioso". Outro elemento a considerar nessa expansão é o crescente interesse pelo multiculturalismo, uma tendência que, associada ao desenvolvimento da etnomusicologia, onde a alteridade por si se torna motivo de interesse, fez ponte entre o historicismo típico do pós-modernismo globalizado e o revivalismo da música antiga. Para o etnomusicólogo John Blacking, "a música que era excitante para os contemporâneos de Mozart e Beethoven continua sendo excitante, mesmo que não compartilhemos de sua cultura".

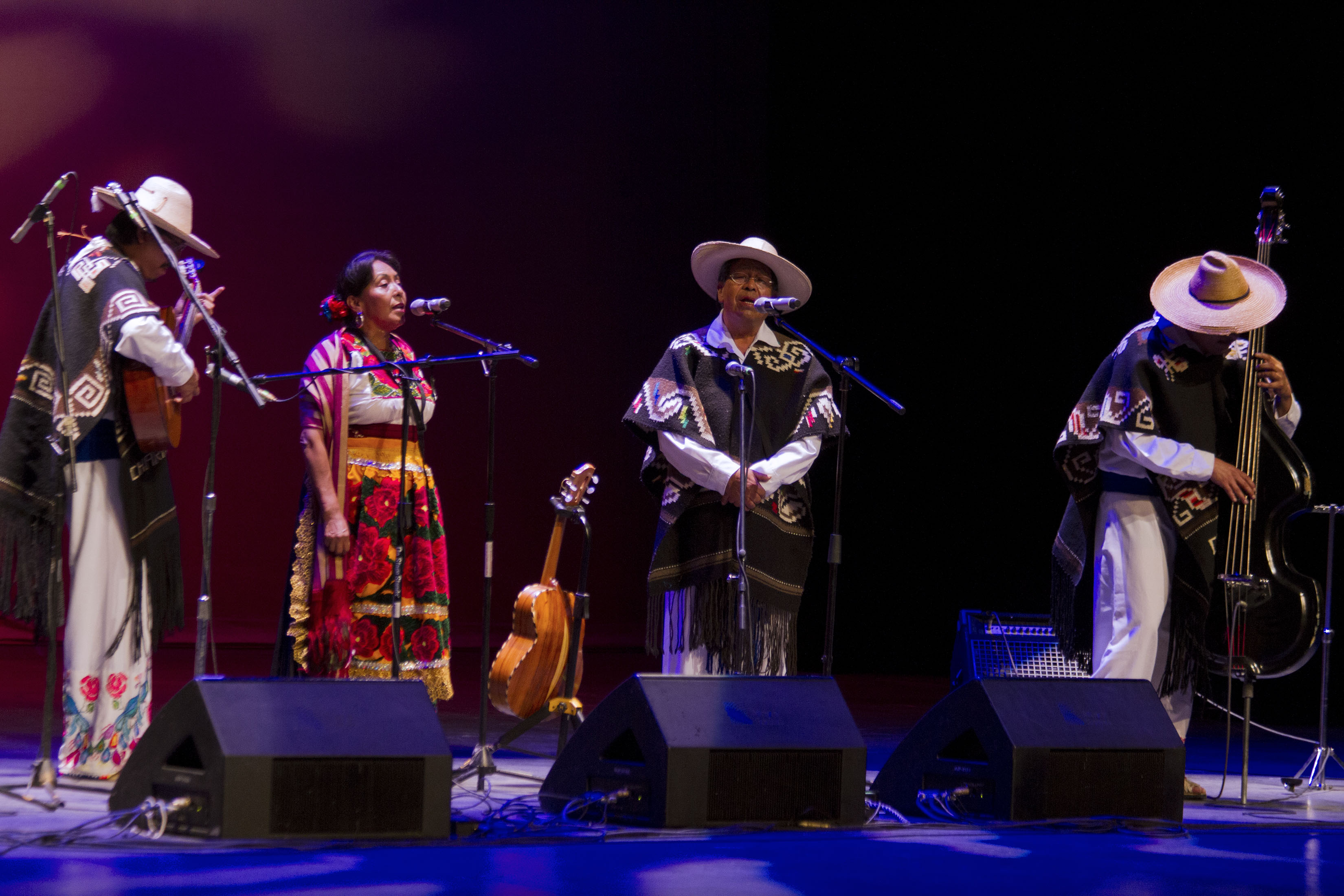
Apresentação do grupo Tembembe Ensamble Continuo, que explora as ligações entre a música barroca e a música folclórica tradicional latinoamericana

O revivalismo da música antiga tem demonstrado uma grande vitalidade, mesmo em meio a uma polêmica incessante. Atualmente é um campo altamente especializado, envolvendo uma multidão de agentes, que vão do pesquisador teórico ao músico prático, professores, construtores e restauradores de instrumentos, editoras de partituras, críticos, organizadores de concertos, universidades, academias e salas de concerto, companhias gravadoras, engenheiros de som e público, e tem gerado uma vasta bibliografia crítica e musicológica. Esse desenvolvimento também tem sido útil para lançar novas luzes sobre um repertório que tem sido considerado canônico, como o romântico, aparecendo diversas releituras de obras de Beethoven, Brahms, Schubert e outros cuja tradição interpretativa se manteve contínua desde a origem e pouco havia sido questionada ao longo do século XX, a despeito de a audição das suas primeiras gravações revelar resultados diferentes dos obtidos mais tarde. Para Wilson, a retomada da música antiga "tem sido um fenômeno cultural extraordinário e revolucionário, que sacudiu os fundamentos de toda a prática musical. [...] Seu impacto tem sido fenomenal. Sua popularidade e apelo surpreenderam mesmo aqueles que lançaram seus alicerces. [...] Mas questões difíceis de responder permanecem em aberto. Mesmo depois de o movimento se voltar para a pesquisa em profundidade, sua ideologia fundamental de 'autenticidade' continua a dividir as opiniões. [...] Os desafios implícitos na recriação mesmo que parcial do pré-modernismo dentro da modernidade são múltiplos, para dizer o mínimo". Ele acrescenta: "A despeito de ter sido desprezada por muitos como periférica às necessidades da sociedade, a música antiga encontrou rapidamente um lugar nos tempos modernos, não como uma peça de museu morta há muito tempo, mas como uma arte totalmente viva. Continua a nos emocionar e encantar. A música, ao que parece, tem a capacidade de transcender o tempo e a cultura". Na visão de Bowan, a música antiga enriqueceu extraordinariamente a vida musical do Ocidente, deu contribuições valiosas também para outros campos, e "as performances do século XX de música antiga se tornaram importantes documentos, revelando importantes mudanças no continuum do tempo. O vasto acervo de gravações de música antiga é para o historiador uma fonte de informação inestimável sobre os gostos e sensibilidades daquele presente particular e seu entendimento sobre aquele passado particular".

## No Brasil

### Primeiros tempos

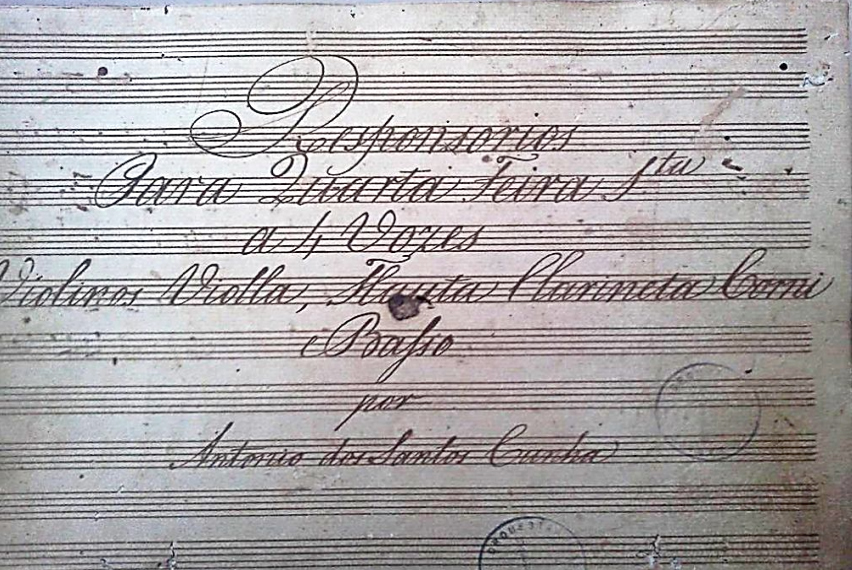
Detalhe da capa da Missa de Antônio dos Santos Cunha, do século XVIII, no arquivo da Orquestra Ribeiro Bastos.

No Brasil nunca houve uma interrupção total na performance de obras antigas. Algumas orquestras fundadas ainda no período colonial, como a Orquestra Lira Sanjoanense (1776) e a Orquestra Ribeiro Bastos (fim do século XVIII), ambas de São João del-Rei, se mantiveram em atividade constante e mantiveram no repertório peças de compositores antigos, especialmente da Escola de Minas, mas essa divulgação sempre teve um âmbito limitado à sua cidade e entorno. Entre o fim do século XIX e o início do século XX a chegada de grandes contingentes de imigrantes europeus deu uma contribuição para manter vivo o interesse em obras antigas, já que para os imigrantes, desenraizados, preservar tradições culturais e musicais de tempos passados se tornava um importante elemento de coesão social e de preservação identitária. Há notícia de que até mesmo instrumentos como violas da gamba foram trazidos por alguns imigrantes, e os alemães em particular mantinham vivas várias obras de Bach, usadas no culto luterano. O pastor Karl Frank desde a década de 1910 desenvolveu atividades revivalistas em Curitiba, apresentando peças de Händel, Telemann, Vivaldi, Corelli, Brahms e Mozart, entre outros, reunindo um grupo de interessados em seu redor e fazendo discípulos.
Em 1900 Alberto Nepomuceno ressuscitou a Missa de Santa Cecília do padre José Maurício, embora num arranjo romantizado; na década de 1930 vários intelectuais propunham a recuperação de sua obra, um movimento liberado por Cleofe Person de Mattos a partir da década de 1940, produzindo um substancial corpo de trabalhos científicos que constituíram a base dos avanços posteriores. A primeira gravação de uma obra sua aconteceu em 1949. Ainda nos anos 1930 Mário de Andrade disse que se houvesse cravos no país a prática seria retomada, e nesta época circularam gravações da celebrada cravista Wanda Landowska, despertando um interesse limitado.
Roberto de Regina tornou-se um dos principais protagonistas do movimento a partir da fundação, em 1947, do Coral Bach de Curitiba. Foi o primeiro fabricante nacional de cravos, o primeiro a dar aulas desse instrumento e o primeiro a lançar um disco de música para cravo solo no país, em 1966, exercendo uma influência em larga escala no movimento revivalista. Entre as décadas de 1960 e 1970, em boa parte devido à influência de Regina, o cravo conheceu uma rápida expansão em seu público apreciador, surgindo também os primeiros cursos superiores. Entre os vários grupos que fundou destaca-se o Camerata Antiqua (1974), com a colaboração de Ingrid Müller Seraphim, antiga aluna do pastor Frank, recebendo reconhecimento internacional. Segundo Kristina Augustin, “o trabalho de Roberto junto à Camerata Antiqua, sempre apoiado por Dona Ingrid, se impôs, trazendo credibilidade ao movimento de música antiga no país, abriu um novo campo de estudos e trabalho para os músicos. Trouxe diversidade para as salas de concertos e para o mercado fonográfico".

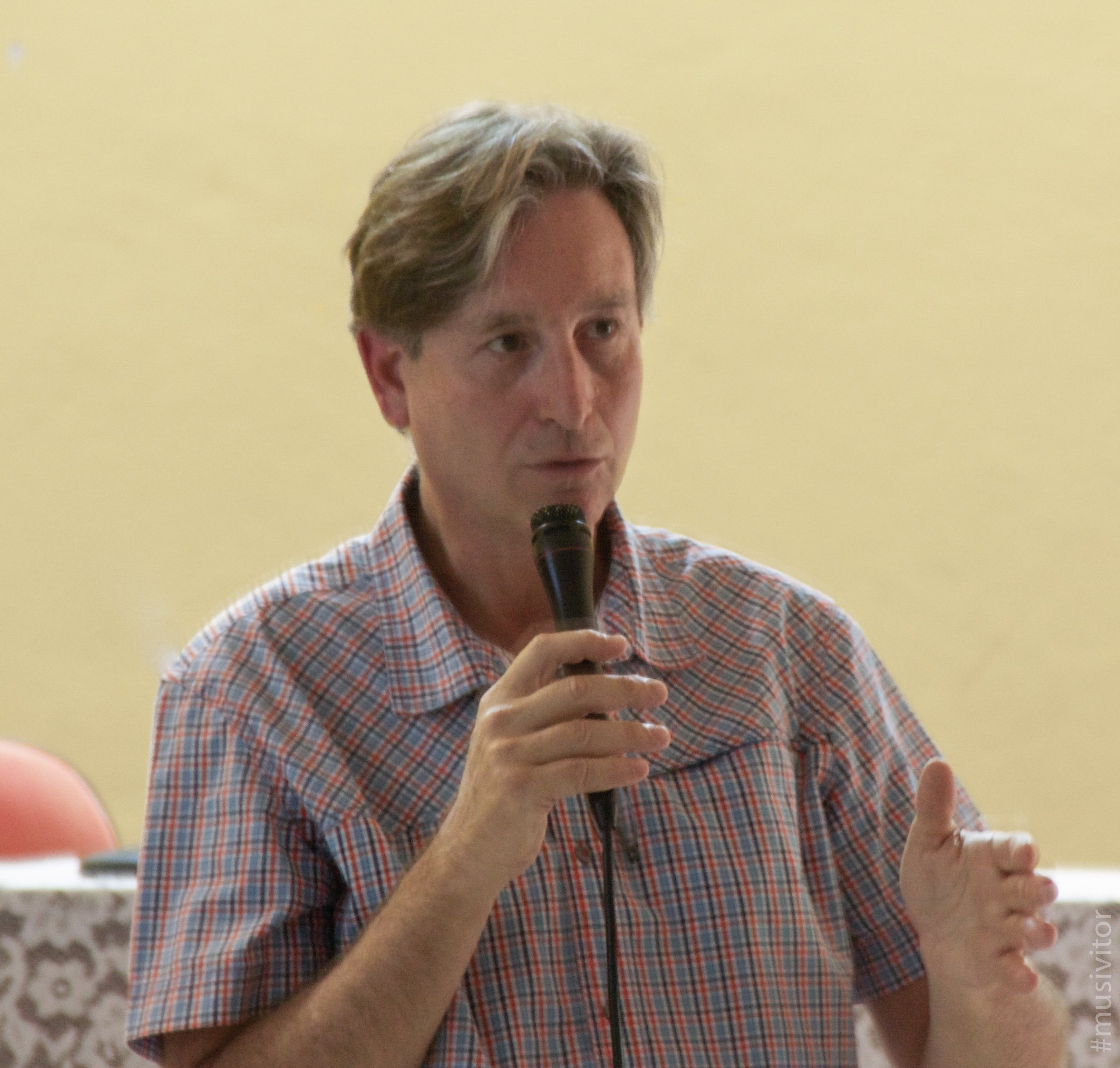
Paulo Castagna.

A partir dele surgiram outros conjuntos e foram criados seminários, encontros, grupos de pesquisa e oficinas de musicologia e prática vocal e instrumental, contando com a liderança de Eunice Brandão, Elisabeth Prosser, Harry Crowl, Paulo Castagna, Régis Duprat, Graham Griffiths e outros profissionais, que procuravam resgatar não apenas a música europeia, mas também a música colonial brasileira. Outras personalidades destacadas foram Curt Lange, que a partir da década de 1940 realizou um vasto trabalho de resgate de partituras manuscritas e outros documentos e foi um dos principais responsáveis por um notável avanço na musicologia brasileira e latino-americana, e o búlgaro Borislav Tschorbov, que chegou ao Brasil em 1949 para atuar na recém-criada Orquestra Sinfônica do Rio de Janeiro, mas já veio com a intenção de se dedicar à música antiga, fundando no mesmo ano o Conjunto de Música Antiga da Rádio MEC, que permaneceu ativo até 1990.
Entrementes, em Porto Alegre atuavam Madeleine Ruffier, que em 1956 fundou um coro de câmara para explorar o repertório medieval e renascentista, que foi uma inspiração para o surgimento de vários outros grupos similares, entre eles o Conjunto de Câmara de Porto Alegre, e Isolde Frank, pioneira no resgate sistemático do repertório antigo para flauta doce e uma das primeiras autoras de obras didáticas para este instrumento. Em São Paulo em meados da década de 1950 passaram a funcionar as aulas da Escola Livre de Música, vinculada à Sociedade Pró-Arte de Artes, Ciências e Letras, onde a flauta doce também teve um importante espaço como instrumento de iniciação musical, aproveitando repertório antigo, especialmente depois que passou a contar com a colaboração de Hans-Joachim Koellreutter. Outras escolas de flauta foram fundadas por sua inspiração.
Na visão da pesquisadora Luciana Gifoni, "se considerarmos o renascimento da música antiga no Brasil, a perspectiva da liberdade criativa foi, de modo geral, mais bem-vinda entre os músicos e entusiastas, seja pela ausência de recursos e necessidade de adaptação, seja pela vontade de criar sob o espírito informal da Hausmusik [música doméstica], seja pelo diletantismo etc. Diante da problemática pós-moderna, a ideia de se tocar a música antiga europeia no Brasil obteve contornos diferenciados no fazer musical de alguns artistas, na tentativa de inserir uma perspectiva nacional e questionar a noção de cópia do modelo europeu, tão cara à cultura brasileira". Nesta linha de pensamento, Anna Maria Kieffer e Thais Veiga Borges criaram o grupo Confraria em 1975, que tinha um cariz mais experimental e intuitivo do que musicológico ou científico, mas procurava estabelecer elos entre o repertório medieval e renascentista e as tradições brasileiras. Kieffer também ampliou o conceito de performance, voltando-a para o caráter de espetáculo. Após oito anos de atividade o grupo Confraria foi extinto, mas Kieffer seguiu nesta linha de pesquisa, passando a se interessar pelo resgate das modinhas e dos lundus a fim de consolidar um repertório de música profana brasileira antiga. Também foi influente o trabalho de Fernando Carvalhaes estudando principalmente as práticas antigas de improvisação, deixando um legado para toda uma geração de músicos de São Paulo e do Paraná. Outro grupo que merece lembrança foi o Movimento Armorial, liderado por Ariano Suassuna, que se tornou importante no Nordeste a partir da década de 1970. Tinha um cunho nacionalista e fazia uma crítica à massificação contemporânea, e embora não fosse dedicado especificamente à música erudita, buscou recuperar modos antigos autênticos de interpretação da música folclórica popular, buscando referências na música sertaneja, nas ladainhas e cantos sacros tradicionais, na literatura de cordel, no teatro, na dança e nas artes visuais, nas culturas indígena e negra, em cantos ibéricos medievais e outras fontes cuja tradição antiga fora pelo menos em parte preservada no Nordeste.

### Expansão

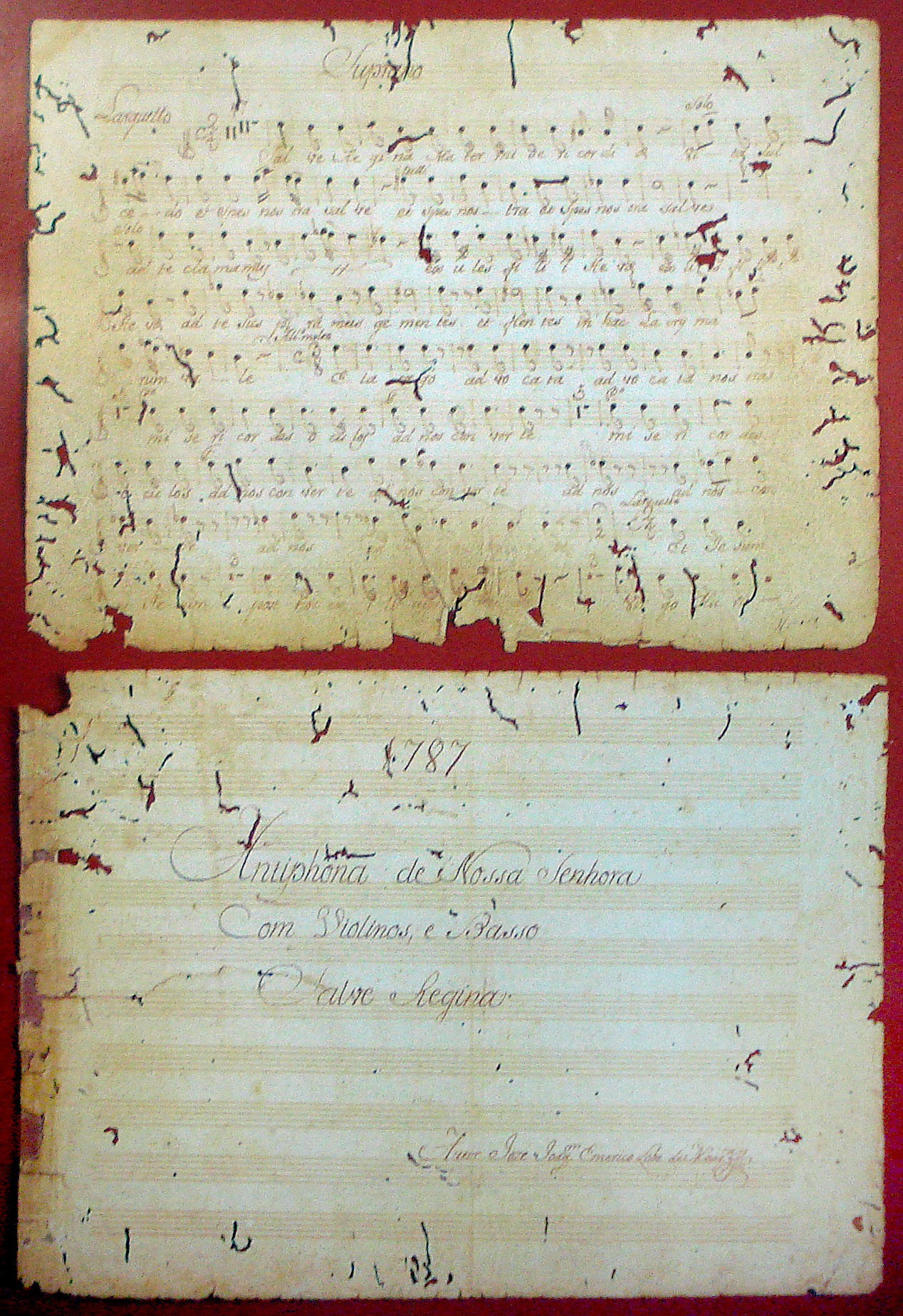
Manuscrito da Antífona Salve Regina de Lobo de Mesquita com muitos danos causados por insetos e pela ação do tempo.

Entre os anos 1960 e 1980 surgiram muitos outros grupos dedicados ao revivalismo, em vários pontos do Brasil, entre eles o Conjunto Musikantiga, o Quadro Cervantes, o Kalenda Maya, o Conjunto de Música Antiga da UFF, o Paraphernália, o Conjunto Renascentista, o Quadro Carmina, o Conjunto Musika Bahia. Muitos músicos iam se aperfeiçoar na Europa com consagrados líderes do movimento e retornavam ao Brasil difundindo nova informação, e nos anos 1970 a Funarte desenvolveu um importante projeto de edição de partituras coloniais publicando 77 obras, o que, segundo Paulo Castagna, "teve um grande significado na musicologia brasileira, não somente pela quantidade de títulos impressos, mas pela difusão da própria perspectiva editorial". Seguiu-se o projeto de edição de nove volumes de música do padre José Maurício, e, no final da década de 1980, foi criado em Juiz de Fora o Festival Internacional de Música Colonial Brasileira e Música Antiga, que hoje é um dos mais tradicionais eventos do gênero no Brasil. Além das apresentações ao vivo, o Festival já produziu um grande acervo de gravações e oferece em cada edição uma variedade de palestras, oficinas e cursos especializados. Para o professor Rodolfo Valverde, o Festival é importante porque "mostra que o que vivenciamos hoje tem um lastro que remonta até o primeiro milênio. Além disso, o evento permite ao público conhecer um repertório que, se não fosse uma oportunidade como essa, seria completamente desconhecido. Isso significa abrir um leque extraordinário para as pessoas de hoje aprimorarem seu gosto, pois as pessoas começam a perceber que existe um outro universo musical além do pop tão massificado de hoje".
No fim do século XX muitos acervos musicais estavam em mau estado, a pesquisa musicológica ainda era pequena e seus resultados geralmente eram precários. Havia muita resistência ao revivalismo nas academias de música e universidades, ainda presas ao referencial romântico e modernista. A situação, no entanto, era promissora, e a atividade crescente levou à fundação, na década de 1990, dos Simpósios Latino-Americanos de Musicologia, organizados por Prosser, Castagna e Lutero Rodrigues; nessa altura já existiam diversos construtores de instrumentos e muitos músicos profissionais e pesquisadores envolvidos, surgiam muitos trabalhos novos sobre história da música brasileira e musicologia e muitas outras fontes antigas vinham sendo redescobertas, mas o público ainda era relativamente pequeno em comparação com o da música popular ou o dos amantes da tradição sinfônica e operística mais canônica.
No século XXI já existem algumas universidades com departamentos ou cursos especializados em música antiga, como a Escola de Música do Estado de São Paulo, a Universidade de São Paulo e a Universidade Federal Fluminense, várias outras mantêm pelo menos um projeto permanente neste setor, e a discografia se multiplica enfocando repertório nacional e internacional. A edição de partituras, depois de um declínio nos anos 90, foi retomada e também experimenta uma fase de grande crescimento, centrada na publicação de obras nacionais. Na primeira década do século a editoração foi maior que nas décadas de 1980 e 1990 juntas, com destaque para alguns projetos de especial relevância, como o Acervo da Música Brasileira / Restauração e Difusão de Partituras, que publicou nove volumes de partituras e gravou todas as obras, os seis volumes do projeto Música no Brasil - séculos XVIII e XIX, o projeto Patrimônio Arquivístico-Musical Mineiro, que lançou seis volumes com 42 obras, e as 45 obras avulsas lançadas pela editora Criadores do Brasil. Segundo Camila Frésca, "nas últimas duas décadas, uma série de iniciativas e o aprimoramento de músicos brasileiros em centros de excelência no exterior têm criado um espaço fértil para a prática da música antiga no país". Para o cravista e maestro Nicolau De Figueiredo, atualmente "existe tudo, estrutura, campo para estudo, público, que, aliás, está crescendo muito. Sob qualquer aspecto, a evolução do panorama desde que saí [do Brasil] até hoje é incomparável, a música antiga no Brasil está tomando um caminho muito bom. Isso se deve à modernização geral, tecnológica, dos meios de produção e do mercado como um todo. Na minha época, era uma dificuldade danada achar partitura, hoje você entra na internet e encontra a que quiser. A isso se soma a questão da compra de instrumentos, que também hoje é mais simples, e as possibilidades de musicalização, que são mais amplas. Não existe mais essa coisa de se imaginar que o cenário na Europa é melhor do que aqui".
Outros, porém, acreditam que ainda há muito por fazer apesar dos inegáveis avanços, e certas áreas particulares ainda são deficientes. Rodrigo Soares Santos, por exemplo, diz que a prática dos metais ainda é precária, e atribui isso à informação e preparo insuficientes sobre esses instrumentos e a uma má compreensão do estilo da música escrita para eles. Castagna, por sua vez, diz que no campo da edição de partituras são "raras as edições que contemplem simultaneamente interesses musicais e musicológicos", e muito mais raras as edições críticas que analisam e comparam todas as cópias existentes de cada peça, que frequentemente são várias e podem divergir bastante entre si, um problema que afetou todo o trabalho editorial revivalista realizado no Brasil no século XX, com a exceção das obras de José Maurício editadas por Cleofe de Mattos. Castagna refere ainda que o mercado para edição de partituras é pequeno e muitas vezes o retorno não compensa o trabalho, fazendo com que muitas obras permaneçam inacessíveis, e que às vezes há pouco diálogo entre diferentes grupos de estudo musicológico e disputas pelo monopólio ao acesso a determinados acervos.